# 人口統計学

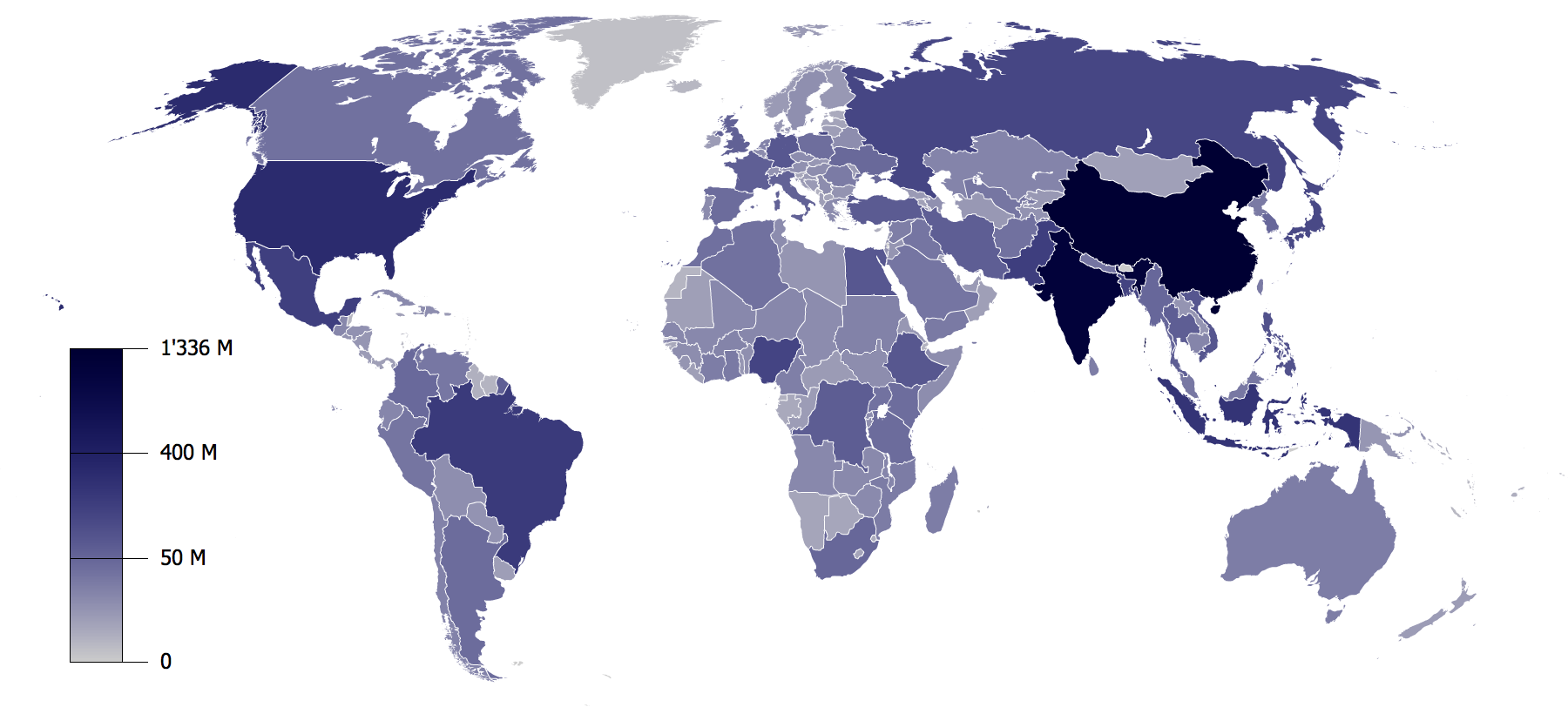
人口規模を国別に表した地図

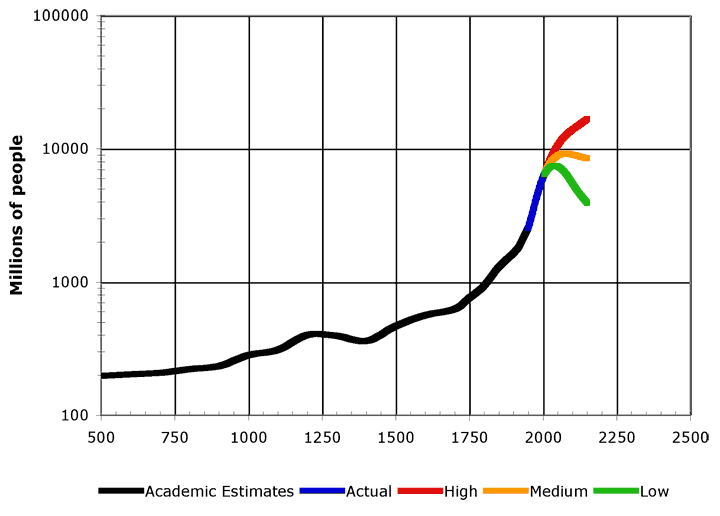
500年から2150年までの世界人口推移の推計。黒線は過去の人口の推定、青は近年の実際の世界人口、その先はさまざまな推計。 国連2004年予測（赤、オレンジ、緑の線）と アメリカ人口統計局の歴史上の人口見積（黒線）に基づく。

人口統計学（じんこうとうけいがく、英: demography, population statistics）は、人口を統計学的に検討する学問分野である。人口の増減に関わる3つの要素、出生、死亡、そして移動について扱う学問である。また、人口の歴史的な変化、性別、年齢、また学歴などの社会経済的変数による人口構成の変化も重要な研究対象である。

大学の学部として人口学部がある国もあるが、日本には存在せず、日本の人口学者は様々な学部で働いている。

## 名称と位置付け
人口統計学は英語の"demography"に対応し、これをカタカナに転写したデモグラフィーとも呼ばれる。あるいは人口学とも呼ばれる。ただし、人口学は統計学的手法の有無に関わらない「人口を研究対象とする学問」という広い範囲を包括する用語でもあり、人口統計学は人口学の中の一分野とも位置付けられる。学問分野としては、人口学という名称が一般的で、人口統計学はあまり使われない。欧米でも人口学（demographyやpopulation studies）が一般的である。
人口学を、さらに形式人口学 (英: formal demography) と実体人口学 (英: substantive demography) に大きく分けることもある。形式人口学は、対象を人口変数と呼ばれる「人口の一時点における状態や変化を数量的に表したもの」に限定し、数量的分析を行う分野である。狭義の人口学は、この形式人口学を指しているともいえる。実体人口学は、経済、社会、環境などの非人口変数要素と人口変数の関係を研究する分野である。形式人口学も包括しており、実体人口学は広義の人口学ともいえる。

## 人口統計
人口統計学では、人口の統計的データ、いわゆる人口統計 (英: population statistics) を扱う。人口統計にはマクロデータとミクロデータがある。マクロデータは国レベルや地域レベルのデータを指し、例えば国の人口数や都道府県の人口数がわかる。世界銀行やOECDがデータベースが公表している。ミクロデータは個人レベルの情報が含まれたデータを指す。日本における主なデータは、まず国勢調査と人口動態調査がある。国勢調査は5年ごとに行われる全数調査で人口の規模や構造を示す統計である。人口動態統計は、出生数、死亡数、移動数なども含み、出生届や死亡届などのそれぞれの届出から人口動態統計のデータが毎月集められる。また、各機関が行う無作為標本抽出の調査もある。例えば、国立社会保障・人口問題研究所が5年ごとに行う出生動向基本調査がある。
デモグラフィーに似た言葉としてデモグラフィックス (英: demographics) やデモグラフィックがある。人口を構成する各個人は、性別、年齢、住所、所得、職業、学歴、世帯構成などの社会経済的な属性データを持っている。デモグラフィックスとは、これらの属性データを指し、マーケティングにおいて純粋な人口数のような人口統計と結びつけて精度の高いマーケティングを行うことに用いられる。

## 人口の増減
ある地域の人口の増減を考える上で、出生、死亡、移動の3つが人口増減を決定する基本的要因となる。これを示した次の式は人口学的方程式と呼ばれる。
Pt2 = Pt1 +(B − D) + (I − O)
ここで、
- Pt2 は t2 時点での人口
- Pt1 は t1 時点での人口
- B は t1から t2 の期間における出生数
- D は同期間の死亡数
- I は同期間の流入数
- O は同期間の流出数

出生数と死亡数の差、すなわち上式における B − D を自然増加と呼ぶ。また、流入数と流出数の差、上式における I − O を社会増加と呼ぶ。統計値が不備なく完全なものなら、この式が厳密に成立することになる。